# Les Couleurs de l'infamie
Les Couleurs de l'infamie est le dernier roman de l'écrivain égyptien francophone Albert Cossery paru le 12 octobre 1999 aux éditions Joëlle Losfeld. Il reçoit l'année suivante le prix Méditerranée.

## Écriture du roman
Au regard des précédents livres de l'auteur, ce roman est relativement court, probablement en raison des problèmes de santé auxquels Albert Cossery fait face à cette époque et qui le laisseront littéralement « sans voix ». Initialement, le roman devait s'intituler Petits Voleurs et Grands Voleurs.

## Résumé
Ossama pratique sa noble activité de voleur dans les quartiers riches du Caire, choisissant ses cibles parmi les membres du Club des Notables, dont font partie les affairistes, promoteurs immobiliers, ministres et banquiers tous considérés par lui comme des « voleurs légalistes ». Alors qu'il déleste de son portefeuille l'un de ces notables – Atef Suleyman, un promoteur véreux –, il y découvre une lettre adressée à ce dernier par le frère du ministre des Travaux publics rompant par la missive, et sur un ton affolé, tous ses liens avec le promoteur à la suite de l'effondrement, ayant fait une cinquantaine de morts, d'un immeuble de type HLM récemment inauguré dans le quartier El Nasr.
Surpris et amusé par cette lettre dévoilant la corruption du ministre et du promoteur, Ossama décide de demander conseil à son maître, Nirm, qui l'a formé quelques années auparavant et vient de sortir de prison. Nirm, qui semble s'être tourné vers la religion, se rappelle avoir rencontré durant son incarcération un journaliste et écrivain condamné pour insulte envers une personnalité politique étrangère qui lui avait fait forte impression. Depuis sa libération, Karamallah a vu toutes ses publications interdites et ses biens confisqués, le forçant à vivre dans le mausolée funéraire familial de la Cité des morts, son seul bien inaliénable. Ensemble, adoptant une position de dérision, ils établissent un plan pour se jouer du promoteur Suleyman.

## Réception critique
Dernier roman de son auteur qui ne réussira plus à écrire à la suite de problèmes d'arthrose, le livre reçoit en mars 2000 le prix Méditerranée.
Albert Cossery a néanmoins  laissé quelques pages d'un roman inachevé, Une époque de fils de chiens, publiées en 2009 par Télérama et ajoutées dans l'édition augmentée et enrichie de Mendiants et Orgueilleux parue en 2013 chez Joëlle Losfeld,.

## Éditions et traductions
- Éditions Joëlle Losfeld, 1999,  (ISBN 978-2-84-412028-1) ; rééd. coll. « Arcanes », 2000 ; rééd. 2013  (ISBN 978-2-84-412070-0).
- Œuvres complètes II, éditions Joëlle Losfeld, 2005,  (ISBN 978-2-07-078991-7).
- Bande dessinée de Golo, éditions Dargaud, coll. « Poisson Pilote », 2003,  (ISBN 978-2-20-505419-4).
- (pt) As Cores da Infâmia , éd. Antígona, 2000.
- (en) The Colors of Infamy, trad. Alyson Waters, New Directions Publishing, 2011,  (ISBN 978-0-81-121795-8).